# Albersdorf-Prebuch
Albersdorf-Prebuch  är en kommun i distriktet Weiz i förbundslandet Steiermark i Österrike.
Kommunen består av fem orter (Ortschaften) (inom parentes invånarantal 1 januari 2024):
- Albersdorf (1 373)
- Kalch (154)
- Postelgraben (169)
- Prebuch (433)
- Wollsdorferegg (139)